# 安全第一
“安全第一”（英語：safety-first）是常见生产、生活中的一种主张安全高于一切的理念和口号。

## 起源
「安全第一」的理念最初源于美国。1906年，美国钢铁公司的董事长E.H.凯理（Elbert Henry Gary）在反思公司事故多发的原因时推倒了原有的“产量第一、质量第二、安全第三”生产经营方针，提出了“安全第一、质量第二、产量第三”的新理念。
新的方針實施後，美国钢铁公司不僅事故率驟減，质量、產量也明顯提高，此後「安全第一」的理念開始在世界範圍內普及。

## 推广
美国钢铁公司的理念迅速得到了世界各国的认同：

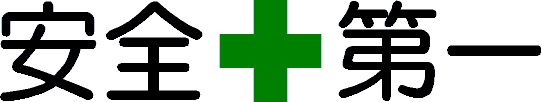
日本常見的「安全第一」標語。

- 1912年，美国芝加哥创立了“全美安全协会”。
- 1917年，英国成立了“安全第一协会”。
- 自1927年开始，日本以“安全第一”为主题开展了安全周活动。
- 2002年6月29日，中华人民共和国将“安全第一，预防为主”的方针写入《安全生产法》。[2]